# Strata Marcella Abbey
Strata Marcella Abbey (walisisch: Ystrad Farchel oder Ystrad Marchell) war eine Zisterzienserabtei in Wales. Das Kloster lag rund 3 km nordöstlich von Welshpool (Y Trallwng) in der Grafschaft Powys an der Straße A 483 nach Oswestry, am Westufer des Flusses Severn.

## Geschichte
Die Abtei wurde im Jahr 1170 von dem Fürsten von Süd-Powys Owain Cyfeiliog, der im Alter als Mönch in das Kloster eingetreten und dort gestorben sein soll, als Tochterkloster von Whitland Abbey gestiftet und gehörte damit der Filiation der Primarabtei Clairvaux an. Als walisische Gründung stand es zunächst im Gegensatz zu den Anglo-Normannen. Bereits nach zwei Jahren soll das Kloster an seine spätere Stelle verlegt worden sein. Von Stata Marcella wurde im Jahr 1201 Valle Crucis Abbey bei Llangollen gegründet. Die Abtei wurde durch wenig sittenstrenges Leben bekannt. So gründete der erste Abt, Enoch, in Llansantffraed (Llanllugan Abbey?) ein Nonnenkloster und brannte mit einer Nonne durch, kehrte jedoch als Büßer auf seine Abtswürde zurück (New). 1328 wurde das im 14. Jahrhundert verarmte Kloster mit dem Mutterkloster Whitland dem Kloster Buildwas Abbey aus der Filiation von Kloster Savigny unterstellt; um dieselbe Zeit (1332) wurden die auf sechs Mönche herabgesunkenen walisischen Mönche durch englische ersetzt. Das Jahreseinkommen des Klosters wurde vor seiner Einziehung auf 64 Pfund geschätzt und die Zahl der Mönche betrug nur noch vier. Das Kloster soll schon kurz nach 1400 zerstört und nicht wieder aufgebaut worden sein. 1536 wurde es von der Krone eingezogen. 1890 wurden Ausgrabungen durchgeführt, die jedoch den vollständigen Plan der Anlage nicht zutage förderten. Das Kloster steht im Eigentum des Earl of Powis.

## Anlage und Bauten
Über dem Erdboden hat sich von der Anlage nichts erhalten. Die möglicherweise gegen 1240 um vier Joche verlängerte, rund 60 m lange Kirche war eine der größten in Wales. Die Anlage scheint im Übrigen dem bernhardinischen Plan entsprochen zu haben (rechteckiger Chor, Querhaus, dreischiffiges Langhaus). Die Klausur lag im Süden der Kirche. Die Taufe in der Kirche von Buttington soll ein Kapitell aus dem Kapitelsaal sein.